# 1701 Окаванго
1701 Окаванго (1701 Okavango) — астероїд головного поясу, відкритий 6 липня 1953 року.
Тіссеранів параметр щодо Юпітера — 3,113.